# Törcsvár
Törcsvár (románul Bran, korábban Bran-Poarta, németül Türzdorf, szászul Tölzburg) falu Romániában, Brassó megyében.

## Nevének eredete
Neve a szláv Trk személynévből származik. A román Bran szláv eredetű román személynévből származik.

## Fekvése
Brassótól 27 km-re délnyugatra, a Törcsvári-szorosban fekszik.

## Története

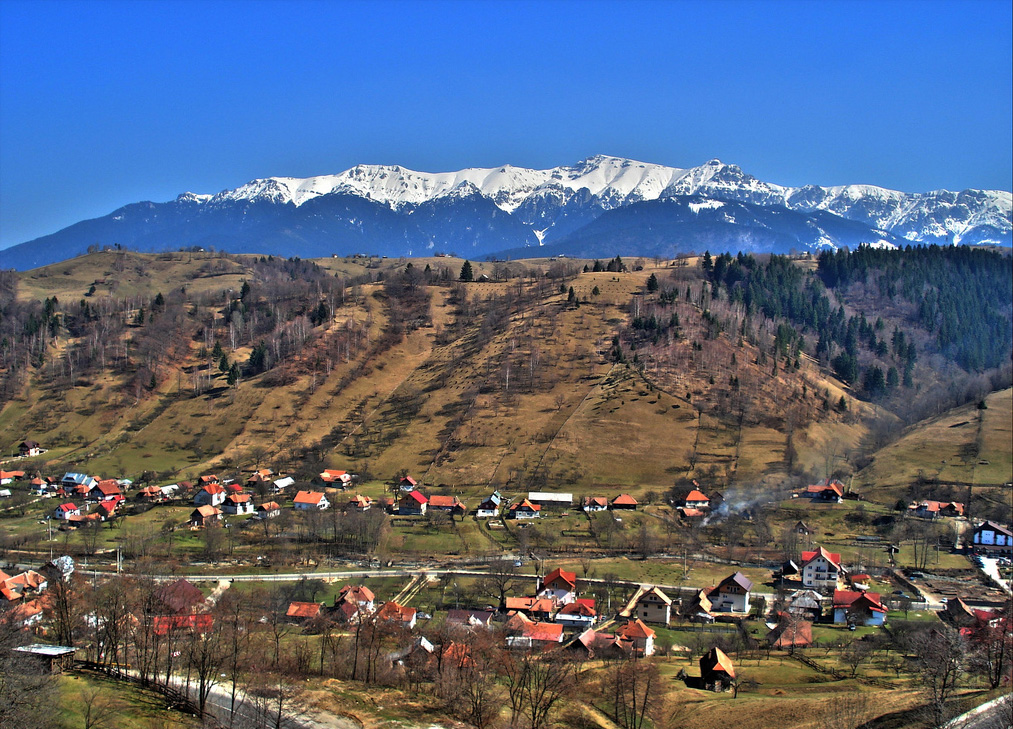
Törcsvár

A vár a Törcsvári-szorost, a Déli-Kárpátok egyik legfontosabb szorosát védelmezte. 1211 és 1215 között a német lovagok építették, melyet kiűzésük után a király, II. András leromboltatott. 1377-ben a várat újjáépítették. Zsigmond 1395-ben I. Mircea havasalföldi fejedelemnek adta, de 1419-ben annak halála után visszavette. Ezután a székely ispánsághoz tartozott. 1530-ban Mózes vajda csapatai ostromolták, de a székelyek Dénes várnagy vezetésével megvédték. 1568-tól Brassó városának birtoka lett. 1660-ban II. Rákóczi György fejedelem katonái az éj leple alatt foglalták el. 1690-ben Thököly ostromolta, de a császáriak felmentették.
1910-ben 1136, többségben román lakosa volt, jelentős magyar kisebbséggel. A trianoni békeszerződésig Fogaras vármegye Törcsvári járásának székhelye volt. 1916-ban IV. Károly király Zita királynénak adta, majd 1918-ban Mária román királyné birtoka lett. Királyi nyaralóhely volt, ma a királyi műgyűjtemény látható benne.
1992-ben társközségeivel együtt 5692 lakosából 5678 fő román, 9 magyar, 4 német volt.

## Látnivalók
A Törcsvári-szoros előtt áll egy 100 m magas hegyen a Törcsvári kastély, Erdély egyik legépebb, középkori jellegét is megőrző vára. Dongaboltozatos szobáiban ma múzeum működik, ahol a vár eredeti felszerelése mellett a román királyi család műgyűjteményének darabjait mutatják be. A popkultúra Drakula gróf lakhelyeként tartja számon.
Törcsvárnak egy elővára is volt a völgyben, mely a szorost zárta le. A hágó útja keresztülhaladt rajta, így itt ellenőrizték, vámolták az országba érkezőket. Gazdasági-, és lakóépületek is álltak benne, mivel a felsővár túl kicsi volt ezek elhelyezésére. Az elővár lőréses falaiból még napjainkban is jelentős részek állnak, melyek jól érzékeltetik egykori kiterjedését.

## Képgaléria
- Képek Törcsvárról a www.erdely-szep.hu honlapon
- Képek Törcsvárról az Erdélyi képek honlapon: https://web.archive.org/web/20170302194551/http://erdelyikepek.hu/site/torcsvar-bran-kastely-drakula-katelya/

## Lásd még
- Törcsvári kastély